# 川山竜二
川山 竜二（かわやま りゅうじ、1986年 - ）は、日本の社会学者。社会情報大学院大学学監。社会構想大学院大学実務教育研究科研究科長。専門分野は知識社会学、高等教育論、社会システム論。専門職大学制度、実務家教員に関する施策に詳しい。

## 来歴
神奈川県出身。筑波大学第一学群社会学類を同大学では初となる早期（3年次）卒業した。
社会情報大学院大学外では、日本実務教育学会副会長、武蔵野大学大学院法学研究科客員教授といった役職に就く。

## 著書
※いずれも共著。
- 『実務家教員への招待』社会情報大学院大学出版部、2020年
- 『実務家教員の理論と実践』社会情報大学院大学出版部、2021年

## 論文
- researchmap
- Cinii「川山竜二」